# Eryx whitakeri
Espèce
Eryx whitakeri est une espèce de serpents de la famille des Boidae.

## Répartition
Cette espèce est endémique d'Inde. Elle se rencontre au Kerala, au Karnataka, à Goa et au Maharashtra.

## Étymologie
Cette espèce est nommée en l'honneur de Romulus Whitaker.

## Publication originale
- Das, 1991 : A new species of Eryx (Boidae: Serpentes: Squamata) from south-western India. Journal of the Bombay Natural History Society, vol. 88, n. 1, p. 92-97.